# Okola
Okola ist eine Stadt im Département Lekié in der Region Centre in Kamerun.

## Geografie
Okola liegt im Westen Kameruns, etwa 20 Kilometer nordwestlich der Hauptstadt Yaoundé.

## Geschichte
Die Gemeinde Okola wurde 1952 gegründet.

## Verkehr
Okola liegt an der Provenzialstraße P11.

## Persönlichkeiten
- Elie Onana (1951–2018), Fußballspieler
- Patrice Ollo (* 1986), Fußballspieler
- Gabrielle Onguéné (* 1989), Fußballspielerin; besuchte die Schule in Okola